# The Open Championship 1863
The Open Championship 1863 var en golfturnering afholdt af og i Prestwick Golf Club i Ayrshire, Skotland den 18. september 1863. Turneringen var den fjerde udgave af The Open Championship, og den havde deltagelse af 14 spillere, otte professionelle og seks amatører. Mesterskabet blev afviklet som en slagspilsturnering over tre runder på Prestwick Golf Clubs 12-hullersbane.
Titlen blev vundet af Willie Park, Sr., to slag foran den forsvarende mester, Tom Morris, Sr., og dermed sikrede han sig den anden af fire sejre i The Open Championship. Det var fjerde år i træk, at netop de to spillere besatte de to første pladser i turneringen.
For første gang i turneringens historie var der pengepræmier – bare ikke til vinderen, der som præmie fik overrakt The Challenge Belt, som han fik lov til at bære i et år. Andenpræmien var på £ 5, tredjepladsen gav £ 3, mens der var £ 2 til nr. 4.

## Resultater
| Plac. | Spillere             | Score (slag) | Score (slag) | Score (slag) | Score (slag) |
| Plac. | Spillere             | 1.runde      | 2.runde      | 3.runde      | Total        |
| ----- | -------------------- | ------------ | ------------ | ------------ | ------------ |
| 1.    | Willie Park, Sr.     | 56           | 54           | 58           | 168          |
| 2.    | Tom Morris, Sr.      | 56           | 58           | 56           | 170          |
| 3.    | David Park           | 55           | 63           | 54           | 172          |
| 4.    | Andrew Strath        | 61           | 55           | 58           | 174          |
| 5.    | George Brown         | 58           | 61           | 57           | 176          |
| 6.    | Robert Andrew        | 62           | 57           | 59           | 178          |
| 7.    | Charlie Hunter       | 61           | 61           | 62           | 184          |
| 8.    | James Knight (a)     | 66           | 65           | 59           | 190          |
| 9.    | James Miller (a)     | 63           | 63           | 66           | 192          |
| 10.   | Peter Chalmers (a)   | 65           | 67           | 65           | 197          |
| 10.   | J.F. Johnston (a)    | 66           | 66           | 65           | 197          |
| 10.   | James Paxton         |              |              |              | 197          |
| 13.   | William Mitchell (a) | 70           | 70           | 66           | 206          |
| 14.   | William Moffat (a)   | 75           | 78           | 80           | 233          |